# Raymond Muelle
Raymond Muelle, né le 7 mars 1921 à Chécy (Loiret) et mort le 10 novembre 2013 à Paris,, est un écrivain français, ancien officier parachutiste qui a participé à la Seconde Guerre mondiale et aux guerres d'Indochine et d'Algérie.

## Biographie
Raymond Muelle est né le 7 mars 1921 à Chécy dans le Loiret. En 1939, il obtient son baccalauréat et s’apprête à entrer à l'École coloniale. À la déclaration de guerre il incorpore l'armée de l'air avec l'intention de devenir pilote de chasse.
Lorsque l'armistice est signé avec l'Allemagne en juin 1940, il tente de rejoindre l'Angleterre via l'Espagne. En décembre 1940, après plusieurs tentatives infructueuses, il rejoint finalement l'Afrique du nord à Oran et tente à nouveau de rejoindre le Maroc espagnol. Finalement, à bout de ressources, il s'engage dans l'armée d'armistice au sein 3e régiment de spahis marocains à Meknès, au Maroc. Il est ensuite affecté en juin 1941 au groupe d'escadrons autonome du 1er RCA à Dakar puis à Thiès au Sénégal.
L'Afrique du nord libérée, l'unité devient le 12e groupe autonome de chasseurs d'Afrique et rejoint l'Algérie dans la région d'Oran. Raymond Muelle, nommé brigadier entre-temps, intègre en mai 1943 l'école militaire de Cherchell (promotion Tunisie), puis rejoint, en octobre 1943, avec le grade d'aspirant, le 12e cuirassiers issu de son ancienne unité.
Déçu par le comportement des gaullistes à l'égard des hommes venus de l'armée d'Afrique, Muelle quitte son unité et rejoint à Staouéli le Bataillon de choc où, de son aveu, il « rencontre une troupe de volontaires destinée à des actions non conventionnelles ».
Le 1er août 1944, il est parachuté avec une section du bataillon sur Dieulefit dans la Drôme, afin de participer à des actions avec les maquis FFI dans le cadre du débarquement en Provence et aux libérations des villes de Grenoble, Montélimar et Valence.
Ayant rejoint le bataillon, il participe ensuite aux combats de la libération de la France dans les Vosges et l'Alsace puis à ceux de la campagne d'Allemagne.
Nommé sous-lieutenant en décembre 1944, puis lieutenant de réserve le 25 décembre 1945, il choisit finalement le métier des armes. Affecté en août 1946 au 1er régiment de hussards (celui-ci est en passe de devenir aéroporté), il devient, de novembre 1946 à fin 1947, moniteur de saut à Agadir puis instructeur de combat "choc" à l'École des troupes aéroportées à Pau.
Volontaire pour la Légion étrangère qu'il intègre à Sétif en septembre 1948, Muelle effectue deux séjours en Indochine au sein du 2e BEP de janvier 1949 à janvier 1951 puis d'avril 1952 à juillet 1954. Promu capitaine depuis janvier 1954, Muelle rejoint à son retour d'Extrême-Orient le 11e bataillon de choc à Perpignan puis prend la tête d'un commando en Algérie en décembre 1954.
Après un passage par le 1er bataillon parachutiste de choc et l'obtention du grade de chef de bataillon le 1er janvier 1962, Muelle est nommé au service action du SDECE à Paris.
Inquiété pour sa sympathie envers les putschistes, Raymond Muelle est accusé de complot contre la sûreté de l'État et de détention illégales d'armes. Condamné à deux ans de prison avec sursis, radié des cadres, il quitte l'armée en 1964 mais est amnistié et retrouve ses droits en 1968.
Il devient dès lors écrivain et rédige des ouvrages relatant l'épopée d'unités militaires durant la Seconde Guerre mondiale et les conflits d'Indochine et d'Algérie.

## Décorations
Blessé et cité à plusieurs reprises, Raymond Muelle est notamment décoré de la Légion d'honneur et est titulaire de la médaille militaire.
- Commandeur de Légion d'honneur (Décret du 6/05/1998). Chef de bataillon. Infanterie. Officier du 21/07/1954. Cité.
- Médaille militaire
- Croix de guerre 1939-1945 avec 3 palmes et 2 étoiles
- Croix de guerre des Théâtres d'opérations extérieurs avec 1 palme et 3 étoiles
- Croix de la Valeur militaire avec 2 palmes

Il totalise onze citations dont cinq à l'ordre de l'armée.

## Œuvres
- Le 1er bataillon de choc, éditions Presses de la Cité, 1977  (ISBN 2-258-00295-8)[9]
- 1er bataillon de choc en Indochine - 1947-1948, éditions France loisirs - Presses de la Cité, 1985  (ISBN 2-7242-2764-6)
- Bérets rouges en Indochine - La demi-brigade SAS - Février 1946-Juin 1948, éditions Presses de la Cité, 1986  (ISBN 2-258-01851-X)
- Le Grand commando - la bataille de l'île d'Elbe, juin 1944, éditions Presses de la Cité, 1988  (ISBN 978-2-258-02369-7)
- Le bataillon des condamnés, le BILOM : Indochine 1949-1950, éditions Presses de la Cité, 1989  (ISBN 2-258-03019-6)[10]
- La 1re armée française - Rhin et Danube, éditions Presses de la Cité, 1991  (ISBN 2-258-03357-8)
- La 2e DB, Album troupe de choc, éditions Presse de la Cité, 1990  (ISBN 2258032474)
- Commandos et maquis - Service action en Indochine, éditions Presses de la Cité, 1993  (ISBN 2258031737)
- Services spéciaux, armes, techniques, missions - GCMA, Indochine, 1950-1954..., éditions Crépin-Leblond, 1994  (ISBN 2-7030-0100-2)
- Le centre national d'entrainement commando - 1er régiment de choc, éditions Lavauzelle, 1997  (ISBN 978-2-7025-0408-6)
- La guerre d'Algérie en France - 1954-1962, éditions Presses de la Cité, 1997  (ISBN 2-258-03811-1)
- Bataillons de choc et commandos de la 1re armée française - Des Vosges à l'Autriche, septembre 1944-mai 1945, éditions Presses de la Cité, 1997  (ISBN 2-258-04031-0)
- Missions et actions secrètes en Algérie, éditions Trésor du patrimoine, 1999  (ISBN 978-2-912511-10-2)
- Combats en pays thaï - De Laï Chau à Dien Bien Phu, éditions Presses de la Cité, 1999  (ISBN 2258050006)
- Commandos et forces spéciales : Indochine, 1944-1954, éditions Lavauzelle-Graphic, 2001  (ISBN 2-7025-0476-0)
- 7 ans de guerre en France, 1954-1962. Quand le FLN frappait en métropole, éditions Grancher, 2001  (ISBN 2-7339-0719-0)
- Le bataillon des damnés - Indochine 1949-1950, éditions Grancher, 2001  (ISBN 2-7339-0741-7)[11]
- La liberté venait des ondes - Radio clandestine, 1942-1944 (coécrit avec Pierre Lassalle), éditions Grancher, 2001  (ISBN 2733907360)
- Services spéciaux armes techniques missions (coécrit avec Éric Deroo), éditions Crepin-Leblond, 2001  (ISBN 2703001002)
- La médaille militaire d'hier et d'aujourd'hui, éditions Mango, 2002  (ISBN 2-84270-339-1)
- Le commando de l'impossible - Bordeaux 1942, éditions Trésor du patrimoine, 2003  (ISBN 978-2-912511-23-2)
- Maquis et Résistance, Éditions du Layeur, 2003  (ISBN 2-915118-08-6)
- Appelés en Algérie, éditions Trésor du patrimoine, 2004  (ISBN 978-2-912511-13-3)
- Du débarquement à la Libération, éditions Trésor du Patrimoine, 2004  (ISBN 2-912511-28-3)
- Le débarquement de Provence, Éditions du Layeur, 2004  (ISBN 2915118191)
- Guerre d'Indochine - 1945-1954 (coécrit avec René Bail), éditions Trésor du Patrimoine, 2004  (ISBN 2-912511-27-5)
- 1945 La marche vers la paix, Éditions du Layeur, 2005  (ISBN 2-915118-30-2)
- Ils ont libéré la Lorraine et l'Alsace, septembre 1944 - février 1945, éditions l'Esprit du Livre, 2005  (ISBN 2-915960-03-8)
- Saint Michel, les parachutistes ont trouvé leur protecteur !, éditions l'Esprit du Livre, 2007  (ISBN 978-2-915960-25-9)
- L'armée française dans la campagne d'Allemagne, éditions l'Esprit du Livre, 2007  (ISBN 2915960178)
- Hommage à Lazare Ponticelli, dernier légionnaire de la Grande Guerre (Œuvre collective), éditions l'Esprit du Livre, collection Histoire & Mémoires combattantes, 2007  (ISBN 978-2-915960-23-5)
- Lieutenant-colonel Jeanpierre, soldat de légende, éditions l'Esprit du Livre, 2009  (ISBN 978-2-915960-16-7)
- La glorieuse épopée du 1er bataillon de choc, 1943-1963, éditions l'Esprit du Livre, 2009  (ISBN 978-2-915960-52-5)

## Sources et bibliographie
- Éloge funèbre prononcé par le général Bruno Cuche le 15 novembre 2013 à la cathédrale Saint-Louis des Invalides.
- Raymond Muelle dans le catalogue général de la BNF
- Biographie sommaire de l'auteur dans son livre 1er bataillon de choc en Indochine.
- Portrait réalisé par Éric Dero dans la revue  Hommes de Guerre no 11, paru en septembre 1988.
- Article de Raymond Muelle, Chasseur d'Afrique au Sénégal dans la revue Hommes de Guerre no 11 d'avril 1988.
- Les chasseurs d'Afrique de Jacques Sicard et François Vauvillier, éditions Histoire et Collections, 2001  (ISBN 2 908 182 874).
- Vincent Nouzille, Les tueurs de la République : assassinats et opérations spéciales des services secrets, Paris, Fayard, 2015, 347 p. (ISBN 978-2-213-67176-5)